# Дорі Кулє
Дхорі Куле (алб. Dhori Kule; нар. 17 лютого 1957, Тирана) — албанський науковець-економіст, ректор Тиранського університету, Албанія. Член ради Асоціації балканських університетів.

## Біографія
Отримав диплом з економіки в Тиранському університету (1981). Після цього він почав свою кар'єру як викладач у Кучові та Бераті, був доцентом в Університеті Тирани.
Брав участь в міжнародних дослідженнях в Італії (1992), Польщі (1993), США (1994), Англії (1995), Греції (1996) та Німеччини (2000–2002).
У 1997 зайняв посаду декана факультету економіки в Університеті Тирани (до 2007 року). У 2008 році він був призначений ректором Університету Тирани.
Є автором і співавтором численних наукових підручників з економіки та експертних робіт, в області економіки в перехідний період Албанії.